# Samuel Jackson Barnett
Samuel Jackson Barnett (Woodson megye, Kansas, 1873. december 14. – Pasadena, Kalifornia, 1956. május 22.)  amerikai fizikus, egyetemi tanár. 1926-tól a Kaliforniai Egyetem fizikaprofesszora volt.

## Élete és munkássága
Barnett Woodson County (Kansas) megyében született, édesapja lelkész volt. 1894-ben BS fokozatot nyert el fizikában a University of Denver egyetemen. 1898-ban PhD fokozatot szerzett a Cornell University egyetemen. 1898 és 1918 között számos egyetemen tanított fizikát, majd 1918 és 1926 között a Carnegie Institution for Science nevű tudományos kutatóközpontnál dolgozott Washingtonban. 1926-tól a  University of California, (Los Angeles) fizika professzora.
Munkásságának fő területe az elektromágnesség, 1915-ben felfedezte a róla elnevezett Barnett-hatást.
Barnett Pasadenában (Kalifornia) halt meg.

## Munkái
- Barnett, Samuel Jackson: Elements of electromagnetic theory. (hely nélkül): New York : The Macmillan Company. 1903.
- S. J. Barnett and D. S. Webber: Note on a Variation with Frequency of the Torsional Modulus of German Silver Wire and its Relation to Gyromagnetic Measurements. (hely nélkül): Phys. Rev. 1947.   896–902. o.

## Fordítás
- Ez a szócikk részben vagy egészben  a    Samuel Jackson Barnett  című angol Wikipédia-szócikk fordításán alapul.  Az eredeti cikk szerkesztőit annak laptörténete sorolja fel. Ez a jelzés csupán a megfogalmazás eredetét és a szerzői jogokat jelzi, nem szolgál a cikkben szereplő információk forrásmegjelöléseként.